# MRPL27
MRPL27 (англ. Mitochondrial ribosomal protein L27) – білок, який кодується однойменним геном, розташованим у людей на довгому плечі 17-ї хромосоми. Довжина поліпептидного ланцюга білка становить 148 амінокислот, а молекулярна маса — 16 073.
| 10         |  | 20         |  | 30         |  | 40         |  | 50         |
| ---------- |  | ---------- |  | ---------- |  | ---------- |  | ---------- |
| MASVVLALRT |  | RTAVTSLLSP |  | TPATALAVRY |  | ASKKSGGSSK |  | NLGGKSSGRR |
| QGIKKMEGHY |  | VHAGNIIATQ |  | RHFRWHPGAH |  | VGVGKNKCLY |  | ALEEGIVRYT |
| KEVYVPHPRN |  | TEAVDLITRL |  | PKGAVLYKTF |  | VHVVPAKPEG |  | TFKLVAML   |

A: Аланін

C: Цистеїн

D: Аспарагінова кислота

E: Глутамінова кислота

F: Фенілаланін

G: Гліцин

H: Гістидин

I: Ізолейцин

K: Лізин

L: Лейцин

M: Метіонін

N: Аспарагін

P: Пролін

Q: Глутамін

R: Аргінін

S: Серин

T: Треонін

V: Валін

W: Триптофан

Кодований геном білок за функціями належить до рибонуклеопротеїнів, рибосомних білків. 
Локалізований у мітохондрії.